# Ira Matthews
Ira Matthews é um ex-jogador profissional de futebol americano estadunidense.

## Carreira
Ira Matthews foi campeão da temporada de 1980 da National Football League jogando pelo Oakland Raiders.